# Armando Hart
Armando Enrique Hart Dávalos (La Habana, 13 de junio de 1930-26 de noviembre de 2017) fue un dirigente estudiantil reformista, intelectual, abogado, revolucionario, político y educador cubano. Como dirigente del Movimiento 26 de Julio participó activamente en la Revolución cubana de 1958-1959. Fue ministro de Educación de Cuba entre 1959 y 1965 y ministro de Cultura desde 1976 a 1997.

## Biografía
Armando Hart nació en La Habana el 13 de junio de 1930. Cursó estudios universitarios en la Universidad de La Habana donde se graduó en 1952 de abogado, y se destacó como dirigente estudiantil reformista en las primeras movilizaciones contra la dictadura de Fulgencio Batista. Por vía paterna, descendía de estadounidenses, de ahí el apellido "Hart".
Se inició en la vida política como miembro del Partido Ortodoxo. Luego integró el Movimiento Nacional Revolucionario de Rafael García Bárcena, y fue abogado defensor de este en el juicio por la Conspiración del Domingo de Resurrección (1953). En 1956 fue uno de los fundadores del Movimiento 26 de Julio integrando su primera dirección nacional.

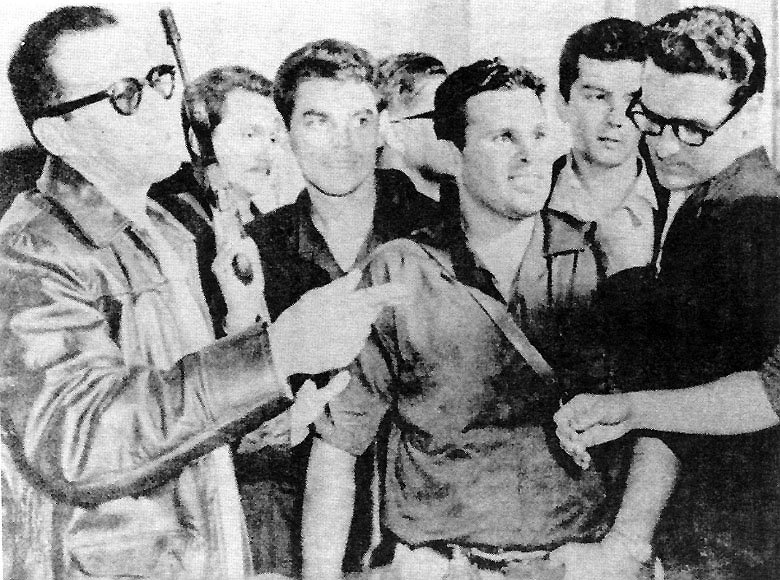
Ramón Barquín, Aldo Vera Serafín y Armando Hart en 1959.

En 1957 fue detenido por la dictadura de Fulgencio Batista y condenado a varios años de prisión por pertenecer al Movimiento 26 de Julio, que había iniciado la lucha armada contra Batista, pero logró fugarse. Poco después fue designado Coordinador Nacional del Movimiento 26 de julio. En enero de 1958 fue detenido nuevamente y permaneció en prisión (Presidio Modelo) hasta el triunfo de la Revolución cubana, siendo liberado por el comandante del G-2 cubano Raimundo Torres Raído. 
Instalado el nuevo gobierno bajo la presidencia de Manuel Urrutia Lleó fue designado Ministro de Educación cargo en el que perteneció hasta 1965. En esa función organizó una Campaña Nacional de Alfabetización en 1961 que redujo considerablemente el analfabetismo en Cuba, llevándolo al 3,9 % al finalizar la misma.
Se desempeñó como ministro de Cultura desde la constitución de ese organismo en 1976 hasta 1997. Su llegada significo el fin del Quinquenio gris. Luego fue designado director de la Oficina del Programa Martiano. Miembro del Partido Comunista de Cuba desde su constitución en 1965, fue secretario de Organización del Comité Central, primer secretario del Comité Provincial del Partido en la antigua provincia de Oriente, y miembro del Buró Político del Partido Comunista de Cuba desde 1965 hasta 1991.
Fue asimismo presidente de la Sociedad Cultural José Martí desde 1997. Se separó de su esposa Haydeé Santamaría en 1980, que se suicidó en julio de ese año, y los 2 hijos de ambos fallecieron en 2008 en un accidente de tránsito en La Habana. El falleció en la capital cubana el 26 de noviembre de 2017 a causa de una insuficiencia respiratoria.

## Publicaciones
Ha publicado los siguientes libros:
- Del trabajo cultural (1970)
- Cambiar las reglas del juego (1983)
- Cultura en Revolución (1990)
- Cubanía, cultura y política (1993)
- Perfiles (1995)
- Una pelea cubana contra viejos y nuevos demonios (1995)
- Hacia una dimensión cultural del desarrollo (1996)
- Cultura para el desarrollo, el desafío del siglo XXI (2001)
- Ética, cultura y política (2001)
- La Condición Humana (2005)

## Textos de Armando Hart en Internet
- Mensaje a la sociedad norteamericana, por Armando Hart, Portugal  José Martí, 2007
- ¿Quién fue José Martí?, por Armando Hart
- Biografía de Arnaldo Hart